# Wilfried Filter
Wilfried Filter (* 22. Mai 1933 in Wesermünde; † 2002) war ein deutscher Politiker (SPD) und war für Bremerhaven Mitglied der Bremischen Bürgerschaft. 

## Biografie
Filter war als Tiefbautechniker in Bremerhaven tätig. 
Er wurde Mitglied der SPD in Bremerhaven und er war von 1983 bis 1987 und 1991 als Nachrücker für Ilse Janz (SPD) Mitglied der 11. und 12. Bremischen Bürgerschaft und dort Mitglied verschiedener Deputationen, u. a. für Sport, für Jugendhilfe und für Bau- und Raumordnung.
Er war als Vertreter des Sportclubs Schiffdorferdamm in den Gremien des Kreissportbundes Bremerhaven (KSB) engagiert und lange Jahre Vorsitzender des KSBs.